# Cronaca Sovversiva
Cronaca Sovversiva (ce qui signifie en français : « Chronique subversive ») est un journal anarchiste, presque entièrement en langue italienne, édité à partir de 1903 aux États-Unis par Luigi Galleani. Le journal y est interdit en juillet 1918.

## Histoire
Le journal est fondé par Luigi Galleani le 6 juin 1903 à Barre, dans le Vermont. Son tirage ne dépasse jamais les 5000 exemplaires mais son influence est grande chez les ouvriers immigrés italiens. Les sujets traités par le journal vont de l'antimilitarisme à l'anticléricalisme, en passant par l'amour libre, la propagande par le fait ou la révolution sociale. 
En 1905, Cronaca Sovversiva publie des publicités pour un manuel vendu vingt-cinq cents, décrit comme indispensable à toute famille prolétarienne, au titre anodin La Salute è in voi! (« La Santé est en vous ! »), mais qui est en fait un guide de fabrication d'explosif basé sur les écrits d'un ami de Luigi Galleani, chimiste à Milan. 
En 1912, le journal déménage à Lynn dans le Massachusetts, ville où travaillent de nombreux ouvriers italiens, principalement dans des usines de chaussures. 
Le 26 mai 1917, un mois après l'entrée en guerre des États-Unis dans le premier conflit mondial, la Cronaca Sovversiva dénonce une nouvelle loi sur la conscription, en poussant explicitement les conscrits à la désobéissance. En juin, s'appuyant sur l'Espionage Act, loi venant tout juste d'être approuvée (15 juin 1917), le gouvernement américain interdit la diffusion par courrier du journal, avant de lancer une opération de police conduisant aux arrestations à New York d'Emma Goldman et Alexandre Berkman, puis au siège de la Cronaca Sovversiva de l'imprimeur John Eramo, de Luigi Galleani et de l'éditeur Carlo Valdinoci. 
Le 24 juin 1919, à la suite des affrontements du 1er mai 1919 à New York et de l'attentat du 2 juin 1919 contre la maison du procureur général des États-Unis Alexander Mitchell Palmer, Luigi Galleani et ses collaborateurs sont expulsés des États-Unis.
De retour à Turin, Galleani fait reparaître avec Raffaele Schiaviana Cronaca Sovversiva le 17 janvier 1920. 
Les anarchistes italo-américains Nicola Sacco et Bartolomeo Vanzetti, au centre de l’affaire Sacco et Vanzetti dans les années 1920, avaient collaboré au journal en plusieurs occasions. 